# Georgsmarienhütte
Georgsmarienhütte est une ville allemande située en Basse-Saxe, dans l'arrondissement d'Osnabrück.

## Histoire
| Appartenances historiques Principauté épiscopale d'Osnabrück 1225-1803 Électorat de Brunswick-Lunebourg 1803-1807 Royaume de Westphalie 1807-1811 Empire français (Ems-Supérieur) 1811-1814 Royaume de Hanovre 1814-1866 Royaume de Prusse (Province de Hanovre) 1866-1918 République de Weimar 1918-1933 Reich allemand 1933-1945 Allemagne occupée 1945-1949 Allemagne 1949-présent |